# تيريتشيولا
تيريتشيولا (بالإيطالية: Terricciola) هي كومونا في مقاطعة بيزا بمنطقة تسكانة في إيطاليا، وتقع على بعد 50 كيلومترًا (31 ميلًا) جنوب غرب فلورنسا 30 كيلومترًا (19 ميلًا) جنوب شرق بيزا.